# Vladimir Makanin

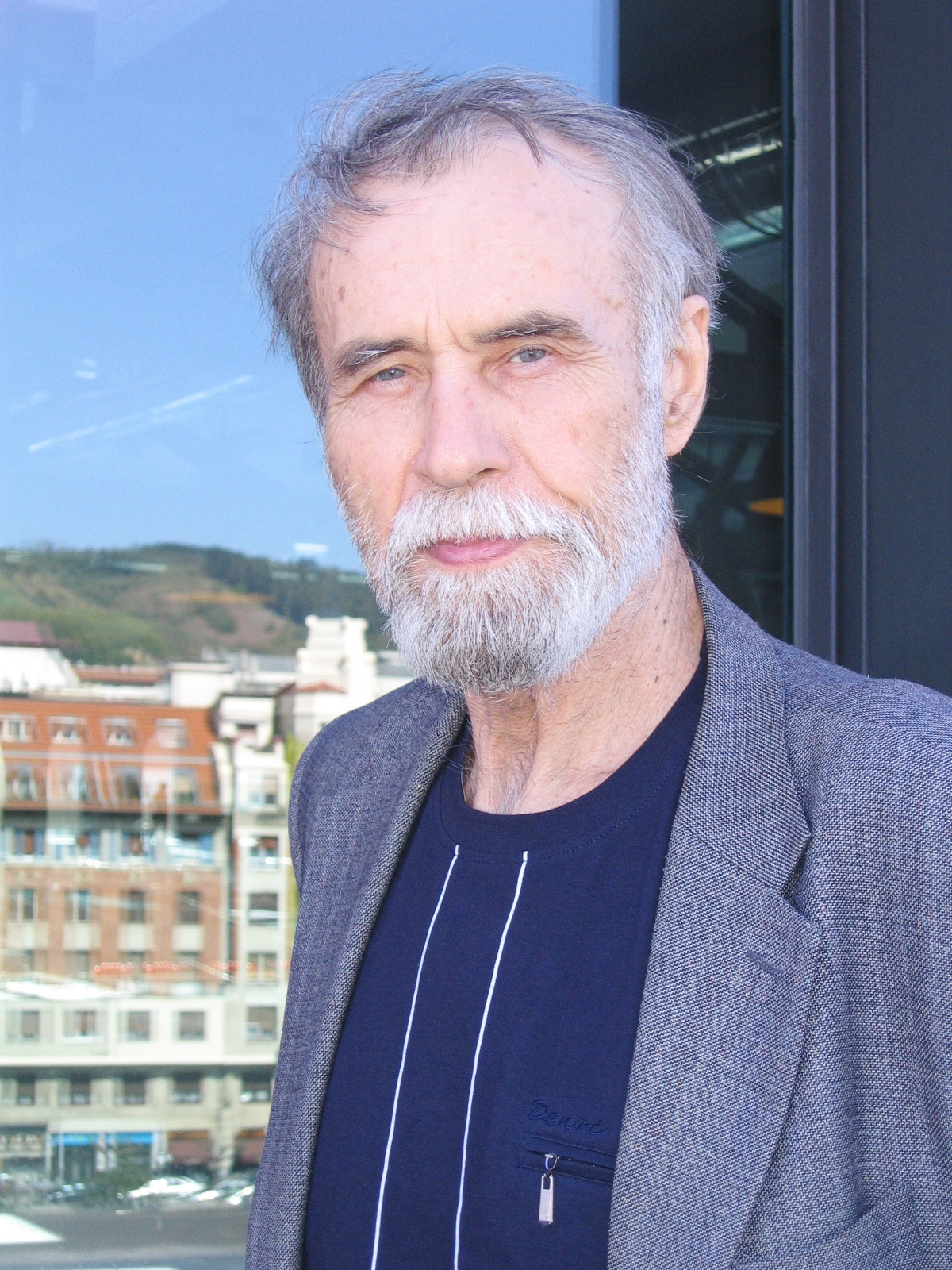
Vladimir Makanin, Bilbao, 2011

Vladimir Semjonovitsj Makanin (Russisch: Владимир Семёнович Маканин) (Orsk,  13 maart 1937 - Krasny, nabij Rostov aan de Don, 1 november 2017) was een Russische schrijver van poëzie, romans en korte verhalen.

## Biografie
Makanin studeerde af aan de Staatsuniversiteit van Moskou en werkte als wiskundige aan de Militaire Academie tot begin jaren zestig. In 1963 volgde hij een cursus tot scriptschrijver, waarna hij begon te werken voor de uitgeverij Sovjetski Pisatel (De Sovjetschrijver).
Vladimir Makanins werk voor de Russische omwenteling van 1990-1991 behoorde tot het sociaal realisme, niet te verwarren met de doctrine van het socialistisch realisme die in de sovjetperiode aan schrijvers werd opgelegd. De gevolgen van dat socialistisch realisme beschreef hij in nuchtere observaties van de absurditeiten van het alledaagse leven in de Sovjet-Unie, en de psychische gevolgen ervan. Hij wordt daarom gerekend tot de 'School van Moskou'.
Makanin was een van de weinige Russische schrijvers die in de sovjetperiode hun werk zonder problemen konden publiceren. Hij was ook een van de weinige erkende sovjetschrijvers die na de Russische omwenteling succesvol zijn gebleven.

### In Nederlandse vertaling
- 1998 - Underground of een held van onze tijd (verschijning Nederland 2002)
- 2005 - Geslaagd verhaal over de liefde (verhalen)
- 2008 - Schrik
- 2009 - Een eenvoudige waarheid
- 2011 - Asan

### In Engelse vertaling
- 1967 - Straight Line
- 1971 - Blue and Red
- 1977 - The portrait and around
- 1980 - Antileader
- 1982 - Ancestor
- 1987 - He and She
- 1988 - The Loss (vertaling: 1998)
- 1990 - Escape Hatch & The long road ahead (vertaling: 1996)
- 1995 - The prisoner from the caucasus
- 1995 - Baize-Covered Table with Decanter
- 2019 - Torrent River (postuum verschenen)

## Prijzen
- 1993 - Russische Booker-prijs ('Roesski Boeker') voor Baize-covered Table with Decanter
- 1998 - Poesjkinprijs voor zijn gehele oeuvre
- 1999 - Russische staatsprijs
- 2001 - Italiaanse Premio Penne